# Sân bay Sampit
Sân bay Sampit (IATA: SMQ, ICAO: WAOS), cũng gọi là Sân bay Hasan, là một sân bay ở Sampit, Trung Kalimantan, Indonesia. Sân bay này nằm trên đảo Kalimantan, cũng gọi là Borneo. Sân bay này có 1 đường băng dài 1847 m rải asphalt.

## Các hãng hàng không và các tuyến điểm
- Dirgantara Air Services (Banjarmasin, Pangkalanbun) [3]